# منتخب كوريا الجنوبية لكرة القاعدة
منتخب كوريا الجنوبية الوطني لكرة القاعدة هو الفريق الذي يمثل كوريا الجنوبية في المنافسات الدولية لرياضة كرة القاعدة، ويعتبر من أفضل منتخبات العالم في هذه الرياضة حيث تمكن من الفوز بكأس العالم لكرة القاعدة مرة واحدة في سنة 1982 وتمكن من تحقيق الميدالية الذهبية 3 مرات في الألعاب الأولمبية الصيفية ويحتل حالياً المركز الثامن في التصنيف العالمي لمنتخبات كرة القاعدة الوطنية  ويقوم اتحاد كوريا الجنوبية لكرة القاعدة بإدارة شؤونه.

## وصلات خارجية
- اتحاد كوريا لكرة القاعدة (بالكورية)